# Дульса Арагонська
Ду́льса Араго́нська (ісп. і порт. Dulce, кат. Dolça; 1160 — 1 вересня 1198) — арагонська інфанта, королева Португалії (1185—1198). Представниця Барселонського дому. Донька графа Барселонського Рамона-Беренгера IV та арагонської королеви Петроніли. Сестра арагонського короля Альфонсо ІІ. Дружина короля Португалії Саншу І (з 1174). В шлюбі народила 11 дітей. Матір португальського короля Афонсу ІІ, леонської королеви Терези, кастильської королеви Мафалди та данської королеви Беренгарії. Померла в Коїмбрі, Португалія. Похована у Коїмбрському монастирі Святого Хреста.

## Імена
- Дульса Арагонська (ісп. Dulce de Aragón, порт. Dulce de Aragão) — традиційна іспанська і португальська назви[3][4][5].
- Дульса Барселонська (кат. Dolça de Barcelona, ісп. і порт. Dulce de Barcelona) — традиційна  каталонська назва[2].
- Дулсе (ісп. і порт. Dulce), або Дулса (кат. Dolça)
- Дульція, або Дульсія (лат. Dulcia) — латиною.

## Біографія
Дульса народилася 1160 року в родині барселонського графа Рамона-Беренгера IV та його дружини, арагонської королеви Петроніли з династії Хіменесів. Точне місце народження невідоме. Була найстаршою донькою подружжя, сестрою майбутнього арагонського короля Альфонсо ІІ. Пізніші історики описували її як «красиву і чудову панну, тиху і спокійну, характер якої був під статі її імені» (від лат. dulcis — «солодка, приємна»). 
1174 року 11-річну Дульсу видано в шлюб зі спадкоємцем португальського престолу 20-річним Саншу І, сином першого португальського короля Афонсу І. Цей шлюб став фундаментом союзу Арагону і Португалії, що був скерований проти амбіцій Кастилії та Леону. Він також був свого роду компенсацією за розірвані заручини португальської інфанти Мафалди із арагонським інфантом, майбутнім королема Альфонсо ІІ.
1185 року, після сходження Саншу І на португальський престол, Дульса стала королевою-консортом Португалії. 1188 року чоловік дарував їй дохід від міста Аленкера й земель в басейні річки Вога, а також Санта-Марія-да Фейра й Порту. У шлюбі Дульса народила 11 дітей, з яких 9 досягли повноліття. Її старший син Афонсу ІІ став третім королем Португалії, старша донька Тереза — дружиною Альфонсо IX й королевою Леону, донька Мафалда — дружиною Енріке I й королевою Кастилії, а наймолодша донька Беренгарія — дружиною Вальдемара ІІ й королевою Данії.
1 вересня 1198 року Дульса померла після пологів, народивши доньок Бранку і Беренгарію, які, ймовірно, були близнючками. Точна причина смерті невідома — можливо чума або важкі пологи. Похована в церкві Коїмбрського монастиря Святого Хреста.

## Родина
Чоловік (з 1174) — Саншу I (1154—1211), король Португалії (1185—1211).
Діти:
- Тереза (1175/1176—1250) — португальська інфанта ∞ Альфонсо IX, леонський король.
- Санша (1180—1229) — португальська інфанта, засновниця і абатиса Селашського монастиря.
- Конштанса (1182—1202) — португальська інфанта, померла в молодому віці.
- Афонсу II (1186 —1223) — король Португалії (1212—1223).
- Раймунд (1187/1188—1188/1189) — португальський інфант, помер у дитинстві[10].
- Педру (1187—1258) — португальський інфант ∞ Аврембія, урхельська графиня[10].
- Фернанду (1188 —1233) — португальський інфант ∞ Жанна І, фландрська графиня.
- Енріке (1189.3—1189.12) — португальський інфант, помер у дитинстві[10].
- Мафалда (1195/1196—1256) — португальська інфанта ∞ Енріке I, кастильський король.
- Беренгарія (1196/1198—1221) — португальська інфанта ∞ Вальдемар II, данський король.
- Бранка (1198—1240) — португальська інфанта, черниця Гвалалахарського монастиря[11].